# Григориј Гуревич
Григориј Гуревич (Лењинград, 26. децембар 1938) руски је мимичар, сликар, вајар, илустратор и графичар.

## Биографија
Григориј Гуревич је рођен 26. децембра 1938. године у Лењинграду као син архитекте. На почетку Другог светског рата, он је, заједно са малом групом деце, био евакуисан у Каштак, Сибир, и иако родитељима није било допуштено да иду, његова мајка је ускочила у воз. Након завршетка рата, породица се поново сакупила у Санкт Петербургу и затекла њихову кућу окупираном, што их је натерало да живе код Григоријеве ујне, у њеној трпезарији. Његов отац креирао је дизајн Дубне, „града науке” близу Москве, али, уместо да добије новчану надокнаду, њему је уручена медаља за одбрану Лењинграда. Касније је његов отац био оптужен да је Јевреј и да никада није био члан Комунистичке партије, што је довело до финансијских потешкоћа у породици, а то је резултирало разводом Гуревичевих родитеља.
Као уметник, Гуревичев рад био је први пут излаган на Заједничкој изложби уметника у Москви када је он имао 15 година, након чега је започео студије уметности, да би 1961. године добио магистарску титулу на Академији за лепе и индустријске уметности Санкт Петербурга. Пошто је део његових студија био посвећен архитектури, Гуревич је дизајнирао ентеријере, учионице и лабораторије, укључујући намештај, потом је учествовао као дизајнер ентеријера у пројекту са Ворохинином за Пушкинов музеј, а дизајнирао је и московски Зимски стадион. Његова прва самостална изложба била је реализована 1971. године у Архитектонској кући у Лењинграду.

## Пантомима
Године 1961, Гуревич је одгледао перформанс Марсела Марсоа у Лењинграду, што га је инспирисало да проведе наредних осам година студирајући уметност мимике, а то је на крају резултирало тиме да је Гуревич основао сопствену самосталну професионалну групу 1966. године — прво професионално пантомимичарско друштво у Русији. Његово друштво отишло је потом на шестомесечну туру у Азију, где су се сретали и наступали са Марсоом. Након повратка у Москву, друштво се припојило Државном позоришту сатире, које је водио Аркадиј Рајкин, који је био довољно познат да је Гуревич могао слободно да изводи, а да није морао да се суочава са притиском владине цензуре.

## Емиграција
Након што се разишао са Рајкином три године касније, Гуревич је увидео да се, због филозофске природе својих перформанса, у великој мери суочавао са цензуром совјетских власти, што му је умногоме отежавало да пронађе места где би изводио своје представе, што је на крају резултирало његовом емиграцијом у Сједињене Државе 1976. године. Потпомогнут Јеврејским имиграционим друштвом (енгл. Hebrew Immigrant Aid Society — HIAS) — групом која је помагала јеврејским имигрантима — он је прво отпутовао у Беч, а потом у Италију, пре него што је стигао у Сједињене Државе, и то без познавања енглеског језика и са свега 90 долара у џепу. Био је смештен у хотелу, заједно са осталим имигрантима, и радио разне послове, међу којима су и аутомеханичар, дизајнер накита и столар. Паралелно са овим, он је 1979. године основао Григурово пантомимичарско позориште као непрофитну организацију, са којом је пропутовао свет. Након што се населио у Џерзи, позориште је 1981. године добило награду у вредности од 5.000 долара од стране Уметничког савета Њу Џерзија како би проширило своју зграду. Гуревич је у позоришту такође давао часове пантомиме. Године 1984, он је званично постао грађанин Сједињених Држава.